# Alcides Silveira
Alcides Vicente Silveira Montero, mieux connu sous le nom de Alcides Silveira (18 mars 1938 – 16 janvier 2011), est un footballeur international uruguayen reconverti en entraîneur. Il jouait au poste de milieu de terrain.

## Biographie
Alcides Silveira débute dans le club Sud America en 1958. En 1960, il est recruté par le club argentin Club Atlético Independiente. 
En 1963, il est transféré au FC Barcelone. La même année, il retourne en Argentine pour jouer avec Boca Juniors, remportant le championnat en 1964 et 1965. Par la suite, il entraîne Boca Juniors et le Club Atlético Huracán.

### Équipe nationale
Alcides Silveira remporte avec l'équipe d'Uruguay le Championnat sud-américain de 1959. Il est élu meilleur joueur de cette compétition. 
Il joue en tout 8 matchs avec l'Uruguay.

## Palmarès

### International
Uruguay
- Vainqueur de la Copa América en 1959

### Club
Independiente
- Champion d'Argentine en 1960

Boca Juniors
- Champion d'Argentine en 1964 et 1965